# اکورامبودواتا
اکورامبودواتا (به لاتین: Akurambodwatta) یک منطقهٔ مسکونی در سری‌لانکا است که در استان مرکزی (سری‌لانکا) واقع شده‌است.